# Peggy Pope
Peggy Pope (* 15. Mai 1929 in Montclair, New Jersey; † 27. Mai 2020 in Fort Collins, Colorado) war eine US-amerikanische Schauspielerin.

## Leben
Ihre schauspielerische Karriere begann Pope Mitte der 1950er Jahre in New York. Dort wirkte sie in zahlreichen Off-Broadway-Aufführungen wie The Rose Tattoo (1966) mit. 1968 wurde sie für ihre Rolle in Mama mit dem Obie Award ausgezeichnet. Ende der 1960er Jahre verließ sie New York und zog nach Kalifornien, wo sie kleine Rollen in zahlreichen Film- und Fernsehproduktionen übernahm. Ihre bekannteste Filmrolle ist die der Margaret Foster in der Komödie Warum eigentlich … bringen wir den Chef nicht um?. In den 1980er Jahren wirkte sie in populären Fernsehsendungen wie Unter der Sonne Kaliforniens, Hart aber herzlich, Chefarzt Dr. Westphall, Golden Girls oder Ein Engel auf Erden mit. Obwohl ihr nie der Durchbruch mit einer bedeutenden Film- oder Fernsehrolle gelang, hielt ihre Karriere bis zu ihrem Tod an. Ihre Autobiografie Atta Girl: Tales from a Life in the Trenches of Show Business erschien 2011.

## Filmografie (Auswahl)
Kino
- 1971: Made for Each Other
- 1972: …and Then It Happened
- 1976: Das Geheimnis der Libelle (Dragonfly)
- 1980: Warum eigentlich … bringen wir den Chef nicht um? (Nine to Five)
- 1981: Jede Nacht zählt (All Night Long)
- 1984: Starfight (The Last Starfighter)
- 1985: Einmal beißen bitte (Once Bitten)
- 2008: Choke
- 2013: Ass Backwards – Die Schönsten sind wir (Ass Backwards)

Fernsehen
- 1966: The Trials of O’Brien
- 1968: Verliebt in eine Hexe (Bewitched)
- 1968: Der Außenseiter (The Outsider)
- 1973: Calucci’s Department
- 1978: Rhoda
- 1978: Barnaby Jones
- 1979: Billy
- 1979–1980: Soap – Trautes Heim (Soap)
- 1980: Hart aber herzlich (Hart to Hart, Fernsehserie, Folge: Friedwart kennt den Mörder)
- 1980: Mork vom Ork (Mork & Mindy)
- 1981: Unter der Sonne Kaliforniens (Knots Landing)
- 1982: Hart aber herzlich (Hart to Hart, Fernsehserie, Folge: Einfach Hart)
- 1984, 1986: Harrys wundersames Strafgericht (Night Court)
- 1985: Polizeirevier Hill Street (Hill Street Blues)
- 1986: Golden Girls (The Golden Girls)
- 1986: California Clan (Santa Barbara)
- 1990: Alles außer Liebe (Anything But Love)
- 1995: Emergency Room – Die Notaufnahme (ER)
- 2001: Law & Order
- 2004: Hope and Faith (Hope & Faith)

## Auszeichnungen
- Obie Award
  - 1968: in der Kategorie „Distinguished Performances“